# 長崎師範学校
長崎師範学校 （ながさきしはんがっこう） は、1943年（昭和18年）に長崎県に設置された官立の師範学校である。
本項は長崎県師範学校・長崎県女子師範学校などの前身諸校を含めて記述する。

## 概要
- 1874年（明治7年）に創設された（長崎県）小学教則講習所を起源とする。
- 1943年（昭和18年）長崎県師範学校と長崎県女子師範学校が統合の上、官立（国立）への移管により設置され、男子部・女子部が置かれた。
- 戦後の1949年（昭和24年）学制改革で新制長崎大学学芸学部 （現・教育学部） の母体の一つとなった。

## 沿革

### 官立・県立並設期 （1874年～1878年）
官立（国立）

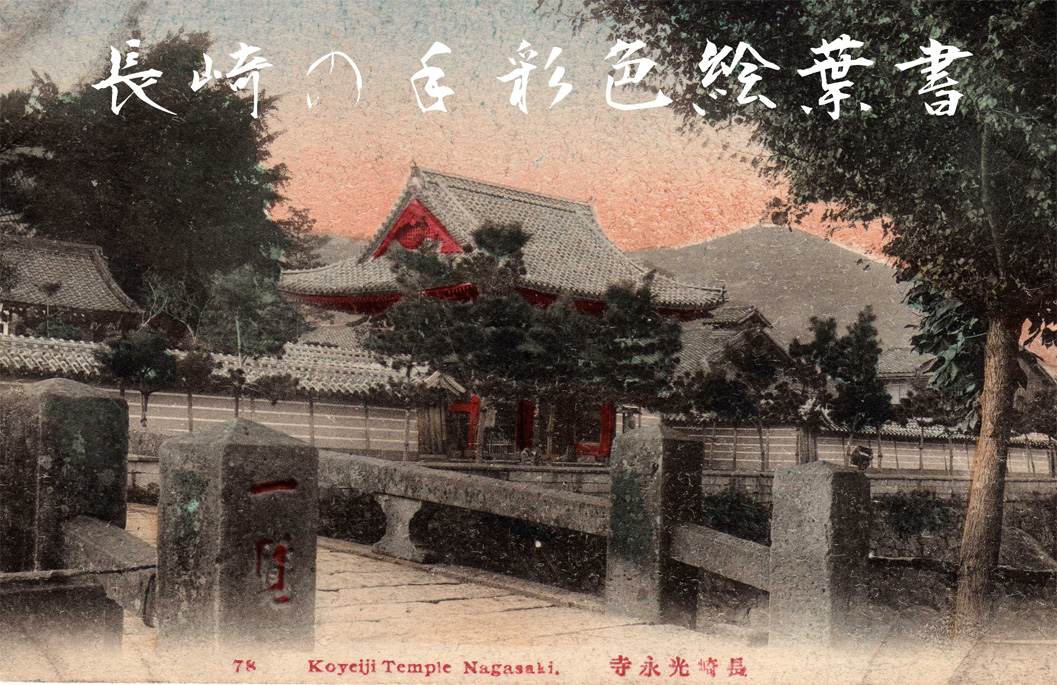
長崎光永寺（大正）、手彩色絵葉書

- 1874年（明治7年）2月19日 - 官立英語学校（現・長崎歴史文化博物館付近）に併設する形で官立「長崎師範学校」を設置。日本全国 7大学区に設置された官立師範学校の一つ。
- 1878年（明治11年）2月 -　国の財政悪化により、官立長崎師範学校を廃止。建物・備品は長崎県に移管。

県立
上記の旧・官立長崎師範学校とは別個に、長崎県が小学校教員養成のために設置したものである。
- 1874年（明治7年）
  - 3月 - 勝山小学校に「小学教則講習所」（小学校教則教習所）を開設。講習期間を約2ヶ月とする。
  - 8月 - 島原、大村、平戸、福江、厳原に小学教則講習所を開設。

- 1875年（明治8年）2月 - 小学教則講習所を興善小学校 （新興善小学校の前身） に移転し、「養成所」と改称。他の小学教則講習所を閉鎖。
- 1876年（明治9年）
  - 1月 - 「小学教師養成所」と改称。
  - 5月 - 「長崎公立師範学校」と改称。
  - 6月 - 長崎市興善町の足立某家に移転。
  - 8月 - 三潴県の旧佐賀県部分全体が長崎県に併合。
  - 12月 - 長崎市興善町の芦塚某家に移転。

- 1877年（明治10年）
  - 2月 - 勝山小学校に再移転。
  - 4月12日 - 「崎陽師範学校」と改称し、附属小学校を創設。
  - 11月11日 - 長崎市新町、旧小倉藩邸跡に校舎を新築し、移転。
  - 12月 - 新町校舎内に附属小学校を開設。

### 県立単独期 （1878年～1943年）
- 1878年（明治11年）
  - 3月 - 廃止された官立長崎師範学校の附属小学校を崎陽師範学校第二附属小学校と改称。
  - 6月 - 崎陽師範学校を（県立）「長崎師範学校」と改称。佐賀師範学校を廃止し、県内の師範学校を長崎市に一本化。

- 1883年（明治16年）6月 - 佐賀県が長崎県から独立。
- 1884年（明治17年）6月 - 長崎市西浜町75番地の附属小学校敷地内に「長崎県女子師範学校」を設立。修業年限を下等1.5年、上等2年とする。
- 1886年（明治19年）
  - 4月 - 長崎県女子師範学校が長崎師範学校に統合され、「長崎師範学校女子部」となる。
  - 6月4日 - 女子部に附属幼稚園を設置。
  - 6月29日 - 師範学校令により、「長崎県尋常師範学校」と改称し、本科4年制とする。

- 1889年（明治22年）5月 - 西彼杵郡長崎村馬場郷（現・長崎市桜馬場2丁目、長崎市立桜馬場中学校校地）に校舎を新築し移転。
- 1898年（明治31年）4月 - 師範教育令により、「長崎県師範学校」と改称。
- 1908年（明治41年） - 本科第二部（1年制、中学校卒業者対象）を設置。
  - 4月 - 女子部が「長崎県女子師範学校」（以下、女子師範）として独立 。これにより、長崎県師範学校（以下、男子師範）は男子校となる。

- 1912年（明治45年／大正元年） - 校舎の一部が焼失。
- 1918年（大正7年）
  - 長崎県会に第三師範学校設立案が提出される。
  - 4月 - 上長崎尋常高等小学校を長崎県師範学校の代用附属小学校とする。（5年間）

- 1920年（大正9年）- 第三師範設立案は政友派の反対で棄却。代わりに男子師範を大村に、女子師範を男子師範跡（桜馬場）に移転させる案が採用。
- 1923年（大正12年）4月 - 東彼杵郡大村町下久原の新校舎に移転。
- 1925年（大正14年）
  - 4月 - 本科第一部を5年制（2年制高等小学校卒業者対象）に変更。
  - 12月 - 男子師範が大村町尋常高等小学校を代用附属校とする。

- 1926年（大正15年）4月 - 専攻科 （1年制） を設置。
- 1931年（昭和6年）1月 - 本科第二部を2年制に延長。
- 1933年（昭和8年）12月 - 長崎県会、男子師範と女子師範との校地を交換する案を可決。。
- 1934年（昭和9年）4月 - 長崎桜馬場校地へ男子師範が戻り、大村下久原校地に女子師範が移転。西浦上の新校舎完成まで元女子師範・桜馬場校舎を3年間使用。
- 1936年（昭和11年）4月 - 西浦上尋常高等小学校を代用附属校とする。
- 1937年（昭和12年）7月 - 西彼杵郡西浦上村 （現・長崎市文教町、長崎大学附属小校地） に校舎が完成し、桜馬場の附属小学校を残してすべて移転した（桜馬場の附属小学校は昭和20年8月の原爆投下後に閉鎖）。新築の三階建て校舎ほか代用附属西浦上小学校は現在の長崎大学教育学部附属小学校敷地、寮舎は現在の西浦上中学校一帯、運動場は現在の長崎大学教育学部附属中学校校舎及びグラウンド一帯で、当時としては珍しい400メートルトラックが設けられていた。
- 1938年（昭和13年）4月 - 女子師範学校に附属学校看護法講習科を設ける。将来、学校看護婦の配属する構想を踏まえ、全国に先駆けて行われた取り組み。女学校卒業以上の女子を対象に2か年の講習を行った。
- 1939年（昭和14年）4月 - 男子師範本科第二部に特別学級「大陸科」を設置。女子師範に学校看護法講習科 （2年制、高等女学校卒業生対象）を桜馬場にあった附属小学校は附設。

### 官立単独期 （1943年～1951年）
- 1943年（昭和18年）4月1日 - 長崎県師範学校と長崎県女子師範学校を統合し、（官立）「長崎師範学校」を設置。
  - 旧長崎県師範学校校舎（長崎西浦上）に男子部、旧長崎県女子師範学校校舎（大村下久原）に女子部を設置。
  - 本科 （3年制、中等学校卒対象）・予科 （3年制、高等小学校卒対象） を設置。

- 1945年（昭和20年）
  - 4月26日 - 長崎駅被弾で学生部長が爆死。
  - 7月29日 - 男子部本館が直撃弾被弾、内部が大破。
  - 8月9日 - 男子部校舎、原子爆弾投下により壊滅。生徒54名死亡 （本科37名・予科17名）。桜馬場にあった男子部附属小学校は閉鎖。
  - 9月 - 代用附属西浦上小学校廃止。
  - 10月 - 師範学校本部を女子部のある大村市に移転。男子部、大村市の第21海軍航空廠 （空廠） 附設工員養成所に移転。但し、間もなく長崎工業学校に譲る。
  - 10月14日 - 男子部、乾馬場郷の西部第147部隊 （旧陸軍歩兵第46連隊） 跡に移転。
  - 10月21日 - 男子部、アメリカ軍から24時間以内退去を命じられ、空廠植松工員寄宿舎に移転。授業再開。

- 1946年（昭和21年）
  - 2月 - 男子部、空廠郡川工員宿舎 （小路口宿舎） に師範学校本部と共に移転。
  - 12月 - 男子部、乾馬場の西部第147部隊跡に再移転 （アメリカ軍が退去したため）。

- 1947年（昭和22年）4月 - 男子部・女子部それぞれに附属中学校 （新制） を開設。
- 1949年（昭和24年）5月31日 - 新制「長崎大学学芸学部」が発足。男子部校地に学芸学部教育部、女子部校地に学芸学部教養部を設置。
  - 長崎師範学校は長崎大学に包括され、在籍生徒が卒業するまで存続されることとなる。師範学校としての生徒募集は停止される。
  - この時の入学生は長崎大学学芸学部の第1回生となる。

- 1950年（昭和25年）5月 - 学芸学部教養部が長崎大学大村分校と改称。
- 1951年（昭和26年）3月 - 最後の卒業生を送り出し、長崎大学長崎師範学校 （旧制）が廃止。

閉校後
- 1959年（昭和34年）8月9日 - 長崎大学文教キャンパス正門近くに「長崎師範学校原爆慰霊碑」が建立される。

## 歴代校長
長崎県師範学校（前身諸校を含む）
- 壬生光　（1875年（明治8年）- 1882年（明治15年））※養成所主任
- 小山健三 （1883年（明治16年）9月11日 - 1885年（明治18年）1月6日）
- 松田晋齋 （1885年（明治18年）1月6日 - 1887年（明治20年）5月2日）
- 小山健三（再）（1887年（明治20年）5月2日 - 1889年（明治22年）11月5日）
- 利根川浩 （1889年（明治22年）11月22日 - 1892年（明治25年）4月1日）
- 庵地保 （1892年（明治25年）4月1日 - 4月30日）
- 武部直松 （1892年（明治25年）6月8日 - 1897年（明治30年）10月23日）
- 生駒恭人 （1897年（明治30年）10月23日 - 1902年（明治35年）7月28日）
- 安藤喜一郎 （1902年（明治35年）7月28日 - 1905年（明治38年）1月10日）
- 後藤嘉之 （1905年（明治38年）1月10日 - 1906年（明治39年）12月6日）
- 武井梯四郎 （1906年（明治39年）12月6日 - 1907年（明治40年）6月14日）
- 磯貝泰助 （1907年（明治40年）6月14日 - 1914年（大正3年）9月22日）
- 津田元德 （1914年（大正3年）9月22日 - 1918年（大正7年）6月11日）
- 山松鶴吉 （1918年（大正7年）7月18日 - 1921年（大正10年）5月4日）
- 井上桂 （1921年（大正10年）5月4日 - 1924年（大正13年）4月30日）
- 矢澤米三郎 （1924年（大正13年）4月30日 - 1924年（大正13年）10月10日）
- 福士末之助 （1924年（大正13年）10月9日 - 1925年（大正14年）12月24日）
- 上山道造 （1925年（大正14年）12月24日 - 1930年（昭和5年）9月11日）
- 高柳竹四郎 （1930年（昭和5年）9月11日 - 1939年（昭和14年）8月31日）
- 上田剛 （1939年（昭和14年）8月31日 - 1942年（昭和17年）3月31日）
- 長谷川亀太郎 （1942年（昭和17年）3月31日 - 1943年（昭和18年）3月31日）

長崎県女子師範学校
- 西山績 （1908年（明治41年）3月31日 - 1909年（明治42年）8月12日）
- 稻枝俊太郎 （1909年（明治42年）8月12日 - 1913年（大正2年）5月31日）
- 小泉秀之助 （1913年（大正2年）5月31日 - 1917年（大正6年）7月6日）
- 張二男松 （1917年（大正6年）7月6日 - 1921年（大正10年）11月11日）
- 和田謙三郎 （1921年（大正10年）11月11日 - 1925年（大正14年）5月27日）
- 北村重敬 （1925年（大正14年）5月27日 - 1931年（昭和6年）4月7日）
- 清水暁昇 （1931年（昭和6年）4月7日 - 1933年（昭和8年）1月16日）
- 後藤三郎 （1933年（昭和8年）1月16日 - 1935年（昭和10年）3月30日）
- 長谷川藤太郎 （1935年（昭和10年）3月30日 - 1938年（昭和13年）4月12日）
- 富田規矩一 （1938年（昭和13年）4月12日 - 1942年（昭和17年）6月20日[25]）
- 三谷甚治郎（1942年（昭和17年）6月20日[25] - 1943年（昭和18年）3月31日）

官立長崎師範学校
- 石畑真一 （1943年（昭和18年）4月1日 - 1945年（昭和20年）11月24日）- 前・神奈川県師範学校校長。
- 池田晋吾 （1945年（昭和20年）11月24日 - 1951年（昭和26年）3月）- 前・静岡第二師範学校校長[26]

この期間中、1949年（昭和24年）5月31日から長崎大学学芸学部初代学部長を兼任。1957年（昭和32年）7月31日まで務める。

## 校地の変遷
1943年（昭和18年）以降

### 男子部
1. 長崎市家野町（旧西浦上村、現・長崎市文教町）-前身の長崎県師範学校から継承。
2. 大村市第21海軍航空廠 （空廠） 附設工員養成所 - 1945年（昭和20年）8月9日の原子爆弾投下による西浦上校舎壊滅により、10月に移転。
3. 大村市乾馬場の西部147部隊（大村連隊）跡　- 1945年（昭和20年）10月14日長崎県立長崎工業学校への譲渡により移転。
4. 大村市空廠植松工員寄宿舎 - 1945年（昭和20年）10月21日アメリカ軍の退去命令による移転。
5. 大村市空廠郡川工員寄宿舎
6. 大村市乾馬場の西部147部隊（大村連隊）跡に再移転 - 1946年（昭和21年）12月アメリカ軍退去による再移転。

### 女子部
1. 大村市下久原（現久原一丁目）-前身の長崎県女子師範学校から継承。

## 廃止後の校地の継承

### 男子部
- 大村市乾馬場

1. 長崎大学学芸学部教育部が1949年（昭和24年）発足。
2. 警察予備隊（現陸上自衛隊）-　1953年（昭和28年）の長崎大学学芸学部の長崎市文教キャンパス（旧三菱兵器大橋工場）への移転により、大村市が誘致。

### 女子部
- 大村市下久原

1. 長崎大学学芸学部教養部 - 1949年（昭和24年）発足。
2. 長崎大学大村分校 - 1950年（昭和25年）に改称。
3. 長崎県立大村園芸高等学校 - 1954年（昭和29年）長崎市文教キャンパスへの移転により、1955年（昭和30年）から利用。

### 西浦上校地
- 男子部が原爆被害前に校舎を置いていた場所

1. 長崎市立西浦上小学校
2. 長崎大学薬学部（昭和町校舎） - 1951年（昭和26年）修復。
3. 校舎解体（被爆建物）- 1969年（昭和44年）の薬学部の文教キャンパス移転による。
4. 長崎大学教育学部附属小学校 - 1970年（昭和45年）から現在に至っている。

## 著名な出身者
- 今村千代太 - 衆議院議員、小学校校長。
- 久保猛夫 - 衆議院議員、小学校校長。
- 島津良知 - 衆議院議員、彼杵村長、長崎県農工銀行頭取。
- 野村儀平 - 岐阜県知事、諫早市長。1914年卒。
- 宮崎角治 - 公明党衆議院議員・長崎県議

## 同窓会
- 「社団法人 長崎大学玉園[27]同窓会」 と称し、旧制・新制 （学芸学部・教育学部） 合同の会である。2005年（平成17年）10月からは長崎大学全学同窓会に合流している。

## その他
- 1912年、長崎県女子師範学校において結婚していることを理由に女子学生が退学を命じられている[28]。

## 関連書籍
- 長崎県教育会（編）　『長崎県教育史』　長崎県教育委員会、1976年（昭和51年）3月
- 長崎大学三十五年史刊行委員会編集室（編）　『長崎大学三十五年史』　長崎大学、1984年（昭和59年）3月
- 長師被爆祈念誌刊行会（編）　『原爆記 : 長崎師範学校被爆三十周年祈念』　1975年（昭和50年）
- 長崎大学教育学部（編）『未来へ 創立百三十周年記念誌』2005年（平成17年）11月12日